# Empecamenta kinangopina
Empecamenta kinangopina är en skalbaggsart som beskrevs av Louis Burgeon 1946. Empecamenta kinangopina ingår i släktet Empecamenta och familjen Melolonthidae. Inga underarter finns listade i Catalogue of Life.